# El viatge de la Fanny
El viatge de la Fanny (títol original en francès, Le Voyage de Fanny) és una pel·lícula de drama bèl·lic infantil francobelga del 2016 coescrita i dirigida per Lola Doillon. La pel·lícula està inspirada en un llibre autobiogràfic de Fanny Ben Ami. El treball narra com a la França de Vichy, el 1943, un grup de nens jueus francesos (que havien estat acollits durant tres anys per l'Œuvre de secours aux enfants) ha de fugir a la neutral Suïssa, separats de qualsevol adult en qui puguin confiar. La pel·lícula va guanyar el premi de l'audiència a la millor narrativa al CineMondays Festival de Cinema Jueu de Filadèlfia i el premi de l'audiència a la millor narrativa al Festival de Cinema Jueu d'Atlanta el 2017. El 13 de setembre de 2020 es va estrenar el doblatge en català a TV3.

## Repartiment
- Léonie Souchaud com a Fanny
- Fantine Harduin com Erika
- Juliane Lepoureau com a Georgette
- Ryan Brodie com a Víctor
- Anaïs Meiringer com a Diane
- Lou Lambrecht com a Rachel
- Igor van Dessel com a Maurice
- Malonn Lévana com a Marie
- Lucien Khoury com Jacques
- Cécile de France com a Madame Forman
- Stéphane De Groodt com a Jean
- Elea Körner com a Helga
- Alice D'Hauwe com Ethel
- Jérémie Petrus com a Julien